# هولي أندريس
هولي أندريس (بالإنجليزية: Holly Andres)‏ هي مصورة أمريكية، ولدت في 1977 في ميسولا في الولايات المتحدة.